# Prisionero del odio
Prisionero del odio es una película protagonizada por Warner Baxter y Gloria Stuart, dirigida por John Ford y estrenada en 1936.

## Sinopsis
El presidente estadounidense Abraham Lincoln (Frank McGlynn Sr.) ha sido asesinado mientras presenciaba una obra teatral. El ejecutor, John Wilkes Booth (Francis McDonald), huye de la justicia, pero necesita ayuda urgente al tener una pierna fracturada. En el camino recibe la asistencia del doctor Samuel Mudd (Warner Baxter). 
El siguiente día, oficiales del ejército arriban a la casa del galeno buscando al culpable, y encuentran una bota con el nombre de Booth grabado que había sido desechada mientras era auxiliado. Mudd es inculpado junto a otros sospechosos como cómplice del crimen, siendo juzgado y posteriormente confinado en la isla Shark. Durante el encarcelamiento, su esposa Peggy (Gloria Stuart) no cesará en buscar su liberación.

## Premios y nominaciones
National Board of Review
| Año  | Reconocimiento                | Resultado |
| ---- | ----------------------------- | --------- |
| 1936 | Diez películas más destacadas | Incluida  |